# Giacomo Tebaldi
Giacomo o Jacopo Tebaldi (Roma, ? - ibid., 4 de septiembre de 1466) fue un eclesiástico italiano, obispo y cardenal. 

## Biografía
Mencionado por algunos de sus biógrafos como hijo de un vendedor de aceite oriundo de Collescipoli pero naturalizado en Roma, otros dicen que provenía de familia del patriciado, basándose en que sus padres fueron sepultados en la iglesia de Santa Maria ad Martyres.
Se doctoró en Derecho y ejerció sucesivamente como gobernador de Spoleto y Perugia para los Estados Pontificios.  
En 1450 Nicolás V le nombró obispo de Montefeltro, y por la intermediación de su hermano Simone, que era arquiatre del papa Calixto III, en el  consistorio del 17 de diciembre de 1456 fue creado cardenal del título de Santa Anastasia.
Tras la muerte de Rinaldo Piscicello fue nombrado arzobispo de Nápoles, pero tres meses después renunció a la sede sin haber tomado posesión en favor de Oliviero Carafa. Camarlengo del Colegio Cardenalicio durante el año 1458, participó en el cónclave de ese mismo año en el que fue elegido papa Pío II y en el de 1464 en que lo fue Paulo II.

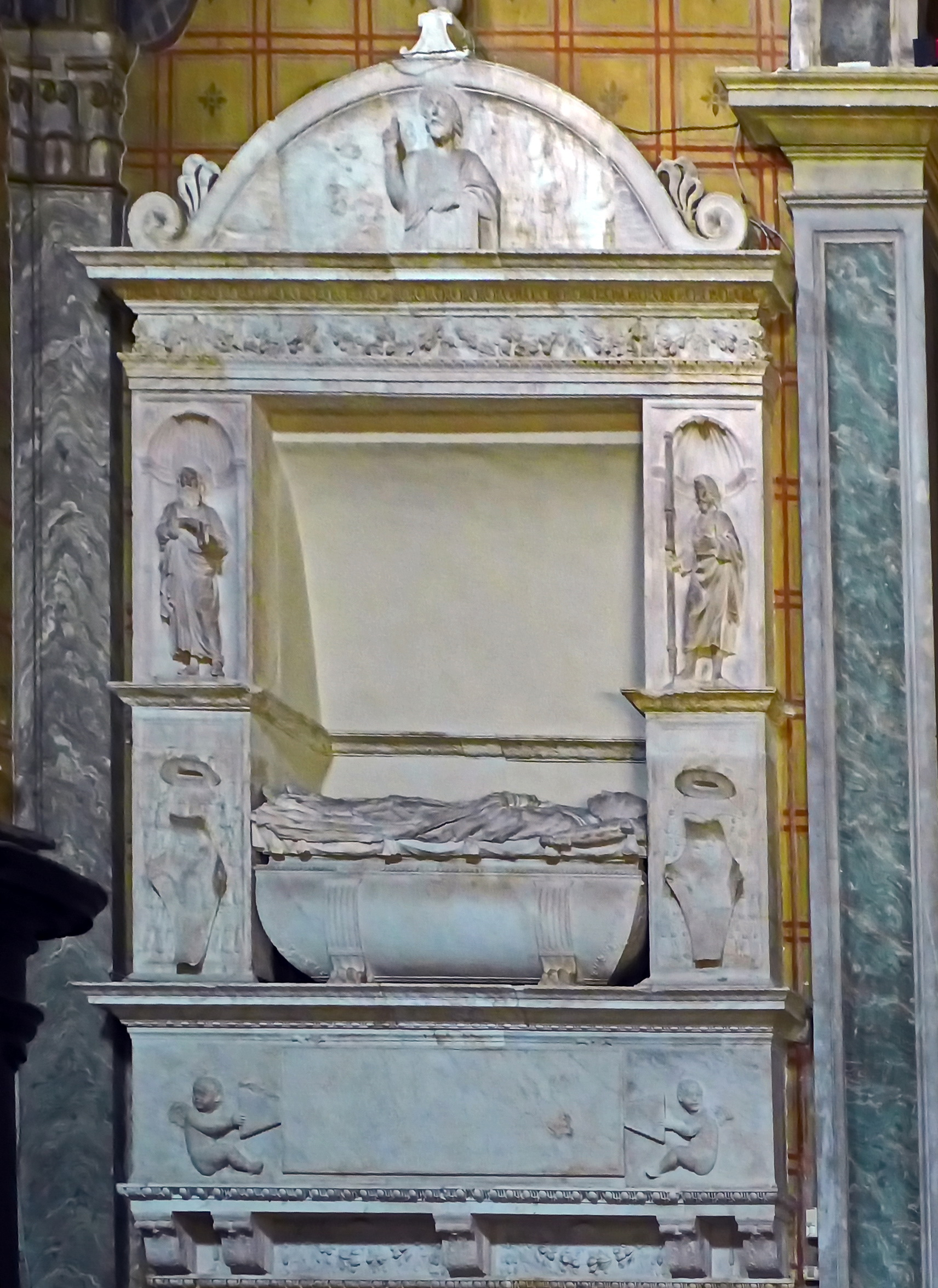
Sepultura del cardenal Tebaldi, en Santa Maria sopra Minerva.

Fallecido en Roma en 1466, fue sepultado en la Basílica de Santa Maria sopra Minerva, donde todavía puede verse su sepulcro, obra de Andrea Bregno y Giovanni Dalmata.